# 어쨌든 귀여워
《어쨌든 귀여워》(일본어: トニカクカワイイ 도니카쿠 가와이[*]) (부제목: FLY ME TO THE MOON)는 하타 켄지로가 지은 일본의 만화다. 《주간 소년 선데이》(쇼가쿠칸)에서 2018년 12호부터 연재 중이다. 약칭은 '토니카와'(トニカワ). 2023년 9월 시점에서 누계 발행 부수는 500만 부를 돌파했다.
연애를 소재로 한 작품의 대부분이 맺어진 후에 끝나는 것에 반해, 본작은 연애 성취를 시작으로, 결혼하고 나서의 인생을 둘이서 걷는, 부부의 애정을 그리고 있는 점이 특징이다. 같은 작가의 《하야테처럼!》의 등장인물과 동일 인물 또는 닮은 캐릭터가 가끔 등장하고 있는 것 외에, 단행본 커버 뒤에는, 《하야테처럼!》의 산젠인 나기, 오르무즈트 나쟈 등이 등장하는 오마케 만화가 게재되었다.
2021년 3월 31일 발매한 《주간 소년 선데이》 2021년 18호부터 제2부에 들어가, 제2부 개시로부터 4주(단행본 제16권 수록)에 걸쳐서 히로인인 츠카사의 과거를 그린 특별편이 게재되어 그 기간은 제목이 《FLY ME TO THE MOON》, 부제목이 《어쨌든 귀여워》로 바뀌었다. 그 후는 평소의 제목과 현대 시대를 계속하는 것으로 돌아갔다.
2020년 10월부터 12월까지 TV 애니메이션이 방영되었다. 2021년 11월에 TV 애니메이션 제2기 또는 신작 에피소드의 제작이 결정되어, 2023년 4월부터 7월까지 방영되었다.

## 줄거리
성적 우수한 주인공 유자키 나사는 고교 입시를 앞둔 폭설 때 우연히 길에서 만난 소녀 츠카사에게 첫눈에 반한다. 나사가 그녀에게 말을 걸려고 도로를 횡단하다가 트럭에 치이고 만다. 츠카사는 자신을 희생하고 나사를 구한 뒤 이름도 알리지 않고 떠나려 하지만, 그녀의 그 모습에 카구야 공주님을 연상한 나사는 사고로 만신창이가 된 상황인데도 츠카사를 쫓아가 그대로 고백을 한다. 츠카사가 결혼해 준다면 사귄다고 말하자 나사는 즉답으로 승낙한다. 그 직후 나사는 정신을 잃고 만다.
그 후 병실에서 눈을 뜬 나사는 재활훈련과 공부에 몰두해, 퇴원 후에 1수로 고등학교에 톱 합격한다. 하지만 츠카사를 잊을 수 없는 나사는 고등학교에 갈 엄두가 나지 않아 입학을 포기하고 언젠가 다시 츠카사를 만나기를 바라며 사람을 만날 기회가 많은 접객과 배달 아르바이트를 한다.
츠카사와 재회하지 못한 채 18세가 되던 어느 날, 약속대로 결혼하기 위해 츠카사가 나사네 집을 찾아온다. 나사와 츠카사는 그 날 중에 결혼계를 구청에 제출해, 진짜 부부가 되었다.
결혼식을 특별히 생각하지 않고, 그 후에 맞은 자신들의 친구 · 지인에게만 결혼한 사실을 알릴 수 있다고 하는, 검소하고 풋풋한 신혼 생활이 시작된 가운데, 츠카사를 「누님」이라고 사모해 나사와의 결혼을 인정하지 않는다고 하는 카기노지 치토세가 나사들의 슬하 다가오고, 나사는 그대로 납치되어 카기노지 집으로 끌려간다. 거기서 도망칠 때 나사는 키노지 절에 달의 돌이 보관되어 있는 것을 발견했다. 그 후 나사는 츠카사와 합류해 일단 도망쳐 무사히 귀가했다.
나사와 츠카사는 나사가 원래 살고 있던 원룸에서 그대로 부부로서의 생활을 보내고 있었지만, 2명이 살기에는 좁기 때문에 이사를 검토하기 시작했을 때, 나사가 자신의 부모님에게 결혼의 보고를 하지 않았던 것을 깨닫는다(새집의 보증인이 되려고 해 생각해 냈다). 나사의 어머니(카노카)는 부모님과 츠카사를 만나게 해줘야 보증을 서준다며 나사는 츠카사와 함께 반강제로 부모가 사는 나라로 떠난다.
치토세에 쫓기면서도 무사히 나사의 부모님과 면회를 한 나사와 츠카사이지만 도쿄의 자택에 돌아오자 자택의 아파트가 낙뢰에 의해서 발생한 화재로 거의 전소되어 있었다. 그 때문에 나사와 츠카사는 새로운 집을 찾을 때까지, 나사의 중학교 시절에서의 동급생과 후배인 아리스가와 자매의 자택에 있는 별채에 하숙하게 된다. 아리스가와 자매에게 휘둘리면서, 어디까지나 일시적인 것이지만 새로운 부부의 생활이 시작된다.
또 나사는 중학교 시절의 담임 교사였던 야나기 나오코 선생님과 재회. 몇 번인가 류 선생님과 만나는 사이, 류 선생님이 결혼하게 된 것, 그런데 학교에서 하게 된 IT수업을 전혀 감당할 수 없어, 결혼의 이야기가 지연되고 있는 것을 듣게 되어 현재 류가 가르치고 있는 동화여고에서 나사는 자원봉사 강사를 하게 되었다. 나사가 담당하게 된 여고생들은 자신들과 그다지 다르지 않은 연령인 18세에 기혼자인 나사와 그 아내인 츠카사에게 흥미진진하다.학생들은 나사의 하숙집인 아리스가와가의 목욕탕까지 찾아와 또 다른 소동을 일으킨다.

## 등장인물

### 주요 인물
유자키 나사(由崎 星空)
성우 - 에노키 준야, 쇼지 우메카(어린 시절)
본 만화의 주인공. 키는 169.5cm(절묘하게 170cm에 닿지 않는다). 생일은 5월 5일. 혈액형은 A형.
첫눈에 츠카사에게 사랑에 빠졌고, 교통 사고로 심각한 부상을 입었는데도 츠카사에게 고백했을 때, "나와 결혼한다면 사귀어주겠다"라는 말을 듣고 즉시 동의했다. 그러나 나사는 의식을 잃고 입원했다. 츠카사와 다시 만나지 못하자 고등학교에 진학하지 않았고, 츠카사와 다시 만나기를 바라면서 가능한 많은 사람들을 만나기 위해 아르바이트에 전념했지만, 어느 날 츠카사가 집에 방문하자 "어쨌든 귀여워"라는 이유로 바로 혼인신고를 제출하고 정식으로 부부가 된다.
시부야구의 아파트에 혼자 살면서 다양한 아르바이트를 하고 있었지만, 츠카사와 재회했기 때문에 접객업을 할 필요가 없어지고, 그 후는 주로 재택에서 프로그래밍 등의 일을 하고 있다. 그 일의 손을 멈추지 않고, TV의 퀴즈 프로그램에 출제된 문제에 즉답할 수 있는 등, 츠카사 등으로부터는 '얼마나 멀티태스킹 인 것'이라고 생각되고 있다. 또 무언가에 열중하면 한계까지 멈추지 않게 되어, '브레이크가 망가졌다.'라고도 츠카사에게 생각되고 있다. 학생 시절은 성적이 올 5에서 운동도 할 수 있었지만, 일을 책상 작업으로 바꾸고 나서 외출이 줄어들고, 꽤 체력은 쇠약해지고 있다. 18권에서 보통 자동차 면허를 취득했다.
중학교 시절 담임 교사였던 야나기 나오코는 결혼했다면 고졸 자격을 가지고 대학에 가거나 취직하는 등 장래 안정된 생활을 할 것을 권유받았지만 지금은 츠카사와의 시간을 소중히 하고 싶다고 말하고 있다.
유자키 츠카사(由崎 司)
성우 - 키토 아카리
본 만화의 히로인. 키는 154.0cm(몸집은 작다). 생일은 4월 3일로 자칭 16세. 혈액형은 O형. 은인으로부터 받았다는 사슴가죽의 바렛타를 애용하고 나사를 만났을 때는 이미 착용하고 있었다.
나사가 교통사고를 당하자 나사를 구해주고 그대로 나사에게서 모습을 감춘다. 그러나 약 2년 후 갑자기 나사 앞에 다시 나타나 그대로 결혼해 부부가 된다. 성은 '츠쿠요미'였다가 나사와 결혼하여 '유자키'가 된다. 나사가 말하길 우주에서 가장 귀엽다고 했으며 이 말을 나사의 부모 앞에서 했을 때 부끄러워했다.
만난 지 얼마 지나지 않아 갑자기 고백해 온 나사와 왜 결혼하려고 생각했는지는 "너가 나를 믿었기 때문에 나도 널 믿기로 했어"라고 나사에게 말했다. 그리고 나중에 나사를 더 알면서 "자신보다 사람들의 걱정을 할 수 있다", "자신들의 추억을 소중히 해준다", "돌발적인 어려움에 정확하게 대처할 수 있다"는 곳을 좋아한다고 생각한다고 했다. 또, 나사의 잠자는 얼굴 등을 보고 자주 '귀엽다'고도 생각하고 있다.
나사의 첫 번째 아파트가 불에 맞춰 아리스가와 가에 거주하게 되고 나서는, 아리스가와 가의 목욕탕의 일을 아르바이트로서 돕고 있다.
토스트(トースト)
나사와 츠카사가 키우는 고양이.

### 아리스가와 일가
아리스가와 카나메(有栖川 要)
성우 - 세리자와 유우
나사의 중학교 후배이며, 대중목욕탕 '쿠사츠온천풍 유후인'의 딸. 활발하고 밝은 여동생. 고1이고 15세다. 나사의 가르침을 받아 실질적으로 자택의 목욕탕의 경영하고 있다. 학교에서는 미술부 소속이다.
나사가 목욕 중일 때도 남탕의 청소를 평범하게 한다. 나사와 츠카사의 부부생활에 흥미진진해하고, 두 사람에게 무엇을 하고 있었는지 자주 물어본다. "결혼 상대에게는 진심을 다해야한다"며 여심에 약한 나사에게 충고하기도 한다.
아리스가와 아야(有栖川 綾)
성우 - 우에사카 스미레
나사의 중학교 동급생이며, 대중목욕탕 '쿠사츠온천풍 유후인'의 딸. 나사에게 호의를 가지고 있었지만 말하지 못하고 있다가 나사의 결혼을 알게 되었다.
아리스가와 자매의 어머니
성우 - 히사카와 아야
목욕탕 '쿠사츠온천풍 유후인'의 경영자.

### 츠카사의 관계자
카기노지 치토세(鍵ノ寺 千歳)
성우 - 코하라 코노미
츠쿠요미 토키고의 손녀. 츠카사를 언니라고 부르는 14세 소녀다. 피가 이어진 여동생은 아니며 나가에게는 '이전에 신세를 졌던 집의 아이'라고 소개되었다. 어릴 때 츠카사에게 구해진 적이 있다.
나사와 츠카사의 결혼을 인정하지 않는다. 나사와 츠카사가 나사의 부모님을 만나러 나라에 갔을 때는 미행하며 연인으로서 테스트했지만 납득했는지 도쿄로 돌아갔다.
샬롯(シャーロット)
성우 - 오오와다 히토미
츠쿠요미 일가의 메이드. 천연이다.
아우로라(アウロラ)
성우 - 나가쿠 유키
츠쿠요미 일가의 메이드. 천연이지만 샬롯보다는 냉정한 판단력을 가졌다.
츠쿠요미 토키코(月読 時子)
성우 - 히라노 후미
작중 81세의 고령의 여자. 츠카사를 돕고 있다. 츠카사의 신원 보증인이다. 여자 혼자서 재물을 모았다고 하는 인물로, 전 문부과학대신이다. 자산가, 기업가, 전직 정치인, 과학자 등으로 알려진 인물이다.
카기노지 시오리(鍵ノ寺 栞)
츠쿠요미 토키코의 외동딸. 치토세의 어머니에 해당한다. 160화에서 처음으로 등장한다.

### 나사의 관계자
유자키 에니시(由崎 縁)
성우 - 에바라 마사시
나사의 아버지. 밤하늘(나사)이라는 이름을 떠올려 아들에게 붙인 장본인이다. 고고학자이며, 원래는 도쿄의 국립대학에서 재직했지만, '고고학의 본고장'에서 발굴 등을 하고 싶다며 나사를 두고 아내와 함께 도쿄에서 나라로 이주한다.
유자키 카노카(由崎 叶香)
성우 - 아사노 마스미
나사의 어머니. 본고장의 사슴이 보고 싶다며 에니시와 함께 나라로 이주한다.
오니마루 긴가(鬼丸銀河)
성우 - 오키츠 카즈유키
나사의 사촌동생. 나사보다 연하로, 여러가지로 조언을 받고 있는 나사를 존경한다.
나키리 오우카(百鬼桜花)
성우 - 미카미 시오리
나사의 중학교 시절의 급우. 집은 공구점을 하고 있다.
쿠로가네 카가치(鉄日我知)
나키리, 나사의 지인이다. 나키리에게 호감을 가지고 있다.

### 오토기 여고
야나기 나오코(柳 直子)
성우 - 이토 카나에
나사의 중학교 시절의 담임이었던 여교사. 연애와 거리가 멀었지만 동료 타니구치 선생님과의 결혼하기로 했지만 일이 바빠서 미뤄졌다.
겟코 카구야(月光 輝夜)
성우 - 사쿠라 아야네
학교에서도 기모노를 입고 있고, 마스크를 쓰고 있는 경우가 많은 수수께끼의 여학생. 반에서는 '공주' 등으로 불린다. 달에 가기 위한 궤도 계산식을 쓰거나 귀신의 집 장치용으로 원격 조작 로봇 귀신이나 괴물을 만들 수 있는 등 나사에 필적하는 천재 소녀. 한편 영양을 섭취하면 된다며 오이를 날로 뜯어 점심식사를 하거나 더워서라며 인중에서도 속옷을 벗어 던지는 등 나사 이상으로 비상식적인 합리주의자로 생활능력도 전무하다. 한편, 반딧불이가 '음악으로 살 수 있으면 좋겠다'라고 하는 생각에 '멋진 꿈'이라고 말하는 면도 있다.
시로가네 야이바(白銀 刃)
성우 - 나가에 리카
트윈테일 클래스 위원. 긴가를 짝사랑한다.
동영상 연구부 소속으로 배우 담당.
미야코 하루(都 春)
성우 - 하야시 코코
친가는 부잣집으로, 부모는 사망하였으며 할머니와 둘이 살고 있다.
동영상 연구부 소속으로 편집을 담당.
우사 미시오(宇佐 美潮)
성우 - 요미야 히나
안경을 썼고 머리를 경단 모양으로 해서 위로 정리한다. 머리카락을 풀면 친구라도 "누구?"라고 생각할 정도로 외모가 바뀐다.
동영상 연구부 소속으로 카메라맨 담당.
쿠레나이 호타루(紅 蛍)
성우 - 마츠다 아야네
장래는 음악과 관련된 일을 하고 싶고, 헤드폰을 목에 걸고 있는 경우가 많다. 주위에는 몰래 유튜브에 '불러보았다'를 투고하고 있지만, 카구야에게 들켰다.
이누카이 하카세(犬養 葉加瀬)
성우 - 우에다 히토미
반쯤 감긴 눈이 특징. 동영상 연구부 소속으로 감독·각본을 담당.
니코타마 제니(二子玉 ジェシー)
성우 - 마에다 카오리
동영상 연구부 소속으로 의상 담당.
이사카 사나에(伊坂 早苗)
야나기의 선배인 여교사.
아즈마미야(東宮)
오토기 여고의 교장. 나사의 높은 능력을 눈여겨보고 특임 교사로 임명한다.

### 기타 인물
카가미 큐마(鏡 球馬)
성우 - 쿠노 미사키
카나메의 동급생. 통칭 큐마 짱. 나사와도 아는 사람으로 '유자키 배선'(由崎パイセン)이라고 부른다.
타니구치(谷口)
성우 - 아라이 료헤이
야나기 나오코 선생님의 동료 교사. 야나기를 초대하여 마이하마의 유원지에 함께 가서 거기서 약혼한다.

### 과거의 인물
카구야(輝夜)
1400년 전에 작중에서 실재한 카구야 공주. 봉래라는 불로불사의 약을 황제에게 건네주고 달로 돌아갔다. 그 정체는, 외계 생명체가 지구를 조사하기 위해 가져온 것. 《다케토리모노가타리》는, 후에 츠카사가 말한 이야기를 바탕으로 스가와라노 미치자네가 썼다는 설정으로 되어 있다.
황제
1400년 전의 황제. 카구야 공주에게 반해, 그녀에게 마음을 전하기 위한 편지 쓰는 법을, 우연히 만난 당시의 츠카사에게 배웠다(이때 서로 정체는 밝히지 않았다). 나중에 그 답례로 츠카사에게 사슴 가죽 바렛타를 보냈다. 카구야를 데리러 온 '달에서 온 사자'를 요격하려고 군세를 모았지만 이가 서지 않아 카구야를 빼앗기고, 봉래를 사용하는 것을 거부하고 이것을 처분하도록 이와카사에게 명령했다. 황제 자신은 그 후의 정변에 의해 살해당했다.
이와카사(岩笠)
츠카사의 친아버지로, 황제를 섬기던 인물. 딸 이외의 가족은 유행병으로 인해 잃었다. 카구야가 남긴 불로불사의 약 "봉래"를, 일본에서 가장 높은 산에서 태우도록 명령받았지만, 그 전에 병에 걸려 있던 딸에게 주었다. 그 결과 황제의 명에 의해 처형된다.

## 서지 정보
- 하타 켄지로 《어쨌든 귀여워》 쇼가쿠칸 〈소년 선데이 코믹스〉
  1. 2018년 5월 18일 발매[11], ISBN 978-4-09-128263-7
  2. 2018년 8월 17일 발매[12], ISBN 978-4-09-128384-9
  3. 2018년 10월 18일 발매[13], ISBN 978-4-09-128557-7
  4. 2019년 1월 18일 발매[14], ISBN 978-4-09-128778-6
  5. 2019년 3월 18일 발매[15], ISBN 978-4-09-129087-8
  6. 2019년 6월 18일 발매[16], ISBN 978-4-09-129164-6
  7. 2019년 8월 16일 발매[17], ISBN 978-4-09-129315-2
  8. 2019년 10월 18일 발매[18], ISBN 978-4-09-129433-3
  9. 2020년 1월 17일 발매[19], ISBN 978-4-09-129544-6
  10. 2020년 3월 18일 발매[20], ISBN 978-4-09-129565-1
  11. 2020년 5월 18일 발매[21], ISBN 978-4-09-850070-3
  12. 2020년 8월 18일 발매[22], ISBN 978-4-09-850171-7
  13. 2020년 10월 16일 발매[23], ISBN 978-4-09-850269-1
  14. 2020년 12월 18일 발매[24], ISBN 978-4-09-850284-4
  15. 2021년 4월 16일 발매[25], ISBN 978-4-09-850396-4
  16. 2021년 6월 17일 발매[26], ISBN 978-4-09-850591-3
  17. 2021년 8월 18일 발매[27], ISBN 978-4-09-850641-5
  18. 2021년 11월 18일 발매[28], ISBN 978-4-09-850734-4
  19. 2022년 2월 18일 발매[29], ISBN 978-4-09-850871-6
  20. 2022년 6월 17일 발매[30], ISBN 978-4-09-851156-3
  21. 2022년 9월 15일 발매[31], ISBN 978-4-09-851263-8
  22. 2022년 12월 16일 발매[32], ISBN 978-4-09-851478-6
  23. 2023년 3월 16일 발매[33], ISBN 978-4-09-851770-1
  24. 2023년 6월 16일 발매[34], ISBN 978-4-09-852122-7
  25. 2023년 9월 15일 발매[35], ISBN 978-4-09-852841-7
  26. 2023년 12월 18일 발매[36], ISBN 978-4-09-853048-9
  27. 2024년 3월 18일 발매[37], ISBN 978-4-09-853176-9
- 하타 켄지로 《어쨌든 귀여워 공식 팬북 결혼 격언집》 쇼가쿠칸 〈소년 선데이 코믹스〉, 2020년 12월 18일 발매[38], ISBN 978-4-09-850341-4

## 애니메이션
제1기는 2020년 10월부터 12월까지 TOKYO MX 등에서 방송되었다.
2021년 3월 22일에는 제1기 전 12화를 수록한 Blu-ray BOX(KWXA-2574)가 발매되었고, 같은 해 8월 18일에는 OVA 《어쨌든 귀여워 ~SNS~》(KWXA-2604) 가 발매되었다.
2021년 11월에는, 제2기 및 신작 에피소드의 제작이 발표되었다. 신작 에피소드 《어쨌든 귀여워 ~제복~》은 2022년 11월 22일에 발매되었다. 제2기는 2023년 4월부터 6월까지 방송되었다. 같은 해 7월부터 신작 에피소드 《어쨌든 귀여워 여고편》이 인터넷 스트리밍, 방송되었다.

### 스태프
|                     | 제1기                                   | 제2기                                   | 여고편                                  |
| ------------------- | --------------------------------------- | --------------------------------------- | --------------------------------------- |
| 원작                | 하타 켄지로                             | 하타 켄지로                             | 하타 켄지로                             |
| 감독                | 히로시 이케하타                         | 히로시 이케하타                         | 히로시 이케하타                         |
| 시리즈 구성         | 효도 카즈호                             | 효도 카즈호                             | 효도 카즈호                             |
| 캐릭터 디자인       | 사사키 마사카츠                         | 사사키 마사카츠                         | 사사키 마사카츠                         |
| 프롭 디자인         | 이와하타 고이치                         | 이와하타 고이치                         | 이와하타 고이치                         |
| 프롭 디자인         | 빈칸                                    | 스즈키 노리타카                         | 스즈키 노리타카                         |
| 색채 설계           | 우타가와 리츠코                         | 우타가와 리츠코                         | 우타가와 리츠코                         |
| 미술 감독           | 시부타니 유키히로                       | 시부타니 유키히로                       | 시부타니 유키히로                       |
| 미술 설정           | 마스다 켄지                             | 마스다 켄지                             | 마스다 켄지                             |
| 미술 설정           | 빈칸                                    | 나카지마 미카                           | 나카지마 미카                           |
| 촬영 감독           | 오오시마 유키                           | 세리자와 하루카                         | 세리자와 하루카                         |
| 3DCG 감독           | 오오미 아리마사                         | 야마자키 코헤이                         | 야마자키 코헤이                         |
| 특수 효과           | 후쿠다 나오유키                         | 후쿠다 나오유키                         | 후쿠다 나오유키                         |
| 편집                | 세키 카즈히코                           | 세키 카즈히코                           | 세키 카즈히코                           |
| 음향 감독           | 모토야마 사토시                         | 모토야마 사토시                         | 모토야마 사토시                         |
| 음악                | 엔도.                                   | 엔도.                                   | 엔도.                                   |
| 프로듀서            | 마츠다 아키오, 우스이 히사토, 콘도 슈호 | 마츠다 아키오, 우스이 히사토, 콘도 슈호 | 마츠다 아키오, 우스이 히사토, 콘도 슈호 |
| 프로듀서            | 우에노 유스케 미야기 소지               | 이토 유코 오자와 후미히로               | 이토 유코 오자와 후미히로               |
| 애니메이션 프로듀서 | 사토 히로아키                           | 사토 히로아키                           | 사토 히로아키                           |
| 애니메이션 제작     | Seven Arcs                              | Seven Arcs                              | Seven Arcs                              |
| 제작                | 어쨌든 귀여워 제작위원회                | 어쨌든 귀여워 제작위원회                | 어쨌든 귀여워 제작위원회                |

### 주제가
사랑의 노래(feat. 유자키 츠카사)(恋のうた（feat.由崎司）)
Yunomi에 의한 제1기 오프닝 테마. 작사·작곡·편곡은 모두 Yunomi가 담당하고 피처링 아티스트로서 유자키 츠카사(키토 아카리)가 참가한다.
달과 별하늘(⽉と星空)
카노 에리나에 의한 제1기 엔딩 테마. 작사·작곡·편곡은 엔도..
Miracle Shopping~돈 키호테의 테마~(Miracle Shopping〜ドン・キホーテのテーマ〜)
1기 2화 삽입곡. 작사·작곡·가창은 타나카 마이미.
Tsukasa's♪ Kitchen
유자키 츠카사(키토 아카리)에 의한 《어쨌든 귀여워 ~제복~》 오프닝 테마. 작사는 PA-NON, 작곡은 페로, Kohei Yokono, 편곡은 Kohei Yokono.
찰나의 맹세(feat. 유자키 츠카사)(刹那の誓い（feat.由崎司）)
Neko Hacker에 의한 제2기 오프닝 테마. 작사·작곡·편곡은 모두 Neko Hacker가 담당하고 피처링 아티스트로서 유자키 츠카사(키토 아카리)가 참가한다.
밤의 한구석(夜のかたすみ)
유자키 츠카사(키토 아카리)에 의한 제2기 엔딩 테마. 작사·작곡·편곡은 엔도..
plan
하야미 사오리에 의한 여고편 오프닝 테마. 작사·작곡·편곡은 in the blue shirt.
빙글빙글 라이브(ぐるぐるライブ)
유자키 츠카사(키토 아카리)에 의한 여고편 엔딩 테마. 작사·작곡·편곡은 Chinozo.

### 방영 목록
| 화수   | 제목                                    | 각본            | 그림 콘티                     | 연출                          | 작화 감독                                                                             | 총작화 감독                   | 방송일          |
| 제1기  | 제1기                                   | 제1기           | 제1기                         | 제1기                         | 제1기                                                                                 | 제1기                         | 제1기           |
| ------ | --------------------------------------- | --------------- | ----------------------------- | ----------------------------- | ------------------------------------------------------------------------------------- | ----------------------------- | --------------- |
| 제1화  | 結婚 결혼                               | 효도 카즈호     | 히로시 이케하타               | 마노 아키라                   | 사사키 마사카츠                                                                       | -                             | 2020년 10월 3일 |
| 제2화  | 初夜 첫날밤                             | 효도 카즈호     | 히로시 이케하타               | 토코로 토시카츠               | 타무라 카즈히코 이세종 오승훈                                                         | 타무라 카즈히코               | 10월 10일       |
| 제3화  | 姉妹 자매                               | 효도 카즈호     | 미야자와 츠토무               | 세야마 야스히코               | 알베르트 키에 히라타 켄이치 호리에 유미 토미노 키에                                   | -                             | 10월 17일       |
| 제4화  | 約束 약속                               | 사토 유타카     | 야타가이 켄이치               | 요시다 슌지                   | 나리마츠 요시토 이카이 카즈유키 츠쿠마 타케노리                                       | -                             | 10월 24일       |
| 제5화  | 指輪 반지                               | 잣파 고         | 키타이 요시키                 | 오노다 유스케                 | 사사키 마사카츠                                                                       | -                             | 10월 31일       |
| 제6화  | 報告 보고                               | 효도 카즈호     | 마스나리 코지                 | 후카세 시게루                 | 알베르트 키에 히라타 켄이치 호리에 유미 토미노 키에                                   | -                             | 11월 7일        |
| 제7화  | 旅行 여행                               | 사토 유타카     | 히로시 이케하타               | 안도 타이요                   | 사토 카즈미 콘도 루이                                                                 | -                             | 11월 14일       |
| 제8화  | 親子 부모와 자식                        | 사토 유타카     | 히로시 이케하타               | 마노 아키라                   | 사사키 마사카츠                                                                       | -                             | 11월 21일       |
| 제9화  | 日常 일상                               | 효도 카즈호     | 토코로 토시카츠               | 토코로 토시카츠               | 이세종 오승훈                                                                         | 타무라 카즈히코               | 11월 28일       |
| 제10화 | 家路 귀로                               | 효도 카즈호     | 요시다 히데토시               | 카토 아키라                   | 사쿠라이 타쿠로 츠보타 신타로 아이네 코우 이와사키 료 하야시 노부히데 이와사키 레이나 | -                             | 12월 5일        |
| 제11화 | 友人 친구                               | 사토 유타카     | 야타가이 켄이치               | 요시다 슌지                   | 사카이 KEI 나리마츠 요시토 타노우에 마코토 카도 토모아키                              | 니시다 미야코                 | 12월 12일       |
| 제12화 | 夫婦 부부                               | 효도 카즈호     | 히로시 이케하타               | 후카세 시게루                 | 사사키 마사카츠                                                                       | -                             | 12월 19일       |
| 제13화 | SNS                                     | 효도 카즈호     | 히로시 이케하타               | 타카다 마사토요               | 사사키 마사카츠                                                                       | -                             | -               |
| ~제복~ |                                         |                 |                               |                               |                                                                                       |                               |                 |
| -      | 制服 제복                               | 효도 카즈호     | 히로시 이케하타               | 히로시 이케하타               | 사사키 마사카츠                                                                       | -                             | -               |
| 제2기  |                                         |                 |                               |                               |                                                                                       |                               |                 |
| 제1화  | All because of you                      | 효도 카즈호     | 이와하타 고이치               | 후쿠모토 신이치               | 사사키 마사카츠                                                                       | -                             | 2023년 4월 8일  |
| 제2화  | 幸せについて 행복에 대해                | 효도 카즈호     | 히로시 이케하타 스도 노리히코 | 카마타 유스케                 | 사사키 마사카츠                                                                       | -                             | 4월 15일        |
| 제3화  | 花火が消える前に 불꽃이 사라지기 전에   | 사토 유타카     | 스도 노리히코                 | 스도 노리히코 타나카 요시노리 | 사사키 마사카츠                                                                       | -                             | 4월 22일        |
| 제4화  | キスする場所 키스하는 장소              | 무라코시 시게루 | 오오가와라 하루오             | 오노다 유스케                 | 나카타니 아이 토쿠라 에이이치                                                         | 이토다 아카네                 | 4월 29일        |
| 제5화  | わくわく温泉名人 두근두근 온천 명인     | 효도 카즈호     | 나가이 신페이                 | 마츠이 히토유키               | 히라타 켄이치                                                                         | -                             | 5월 6일         |
| 제6화  | 月影の下で 달빛 아래에서                | 사토 유타카     | 스토 노리히코                 | 스토 노리히코 타나카 요시노리 | 카와모토 미요코 히사마츠 사키 이이지마 유리에                                         | 니시다 미야코                 | 5월 13일        |
| 제7화  | 広がる世界 넓어진 세상                  | 무라코시 시게루 | 카나자와 히로미츠             | 카마타 유스케                 | 호리에 유미 오쿠다 야스히로                                                           | 이토다 아카네 오쿠다 야스히로 | 5월 20일        |
| 제8화  | 嫌じゃない嫌 싫지 않은 싫은 것          | 사토 유타카     | 코모리 히데토                 | 타나카 타카히로               | 아라카키 잇세이 니시다 미야코 카와모토 미요코 한승희                                  | -                             | 5월 27일        |
| 제9화  | 夏の日 여름날                           | 무라코시 시게루 | 이와하타 고이치               | 마츠이 히토유키               | 사사키 마사카츠                                                                       | -                             | 6월 3일         |
| 제10화 | ありがとう 고마워                       | 효도 카즈호     | 나가이 신페이                 | 오노다 유스케                 | 나카타니 아이 토쿠라 에이이치 半扇門 Rad Plus                                         | -                             | 6월 10일        |
| 제11화 | 月が輝く夜に 달이 빛나는 밤에           | 효도 카즈호     | 코모리 히데토                 | 마츠이 히토유키               | 한승희 히라하라 미나미                                                                | 이토다 아카네                 | 6월 17일        |
| 제12화 | 幾星霜の果ての果て 오랜 세월의 끝자락   | 효도 카즈호     | 이와하타 고이치               | 스토 노리히코 타나카 요시노리 | 미츠하시 미에코 호리에 유미 니시다 미야코 히라타 켄이치                               | 니시다 미야코                 | 6월 24일        |
| 여고편 |                                         |                 |                               |                               |                                                                                       |                               |                 |
| 제1화  | 月と星の数式 달과 별의 수식             | 무라코시 시게루 | 미야자와 츠토무               | 아사히 나호코 아오키 카나에   | 키노시타 유이                                                                         | 키노시타 유이                 | 2023년 7월 12일 |
| 제2화  | 先生の日常 선생님의 일상                | 효도 카즈호     | 스토 노리히코                 | 스토 노리히코 타나카 요시노리 | 호리에 유미 핫토리 마스미 니시다 미야코                                               | 이토다 아카네                 | 7월 26일        |
| 제3화  | 恋はたいてい難しい 사랑은 대부분 어렵다 | 사토 유타카     | 이데 아스노리                 | 카마타 유스케                 | 한승희 히라하라 미나미                                                                | -                             | 8월 9일         |
| 제4화  | 千の夜を超えて 천 일의 밤을 넘어서      | 효도 카즈호     | 미야자와 츠토무               | 스토 노리히코 타나카 요시노리 | 사사키 마사카츠                                                                       | -                             | 8월 23일        |

### Web 라디오
유자키 츠카사 역의 키토 아카리와 유자키 나사 역의 에노키 준야에 의해 《TV 애니 '어쨌든 귀여워' 츠카사와 나사의 귀엽고 소중한 신혼 라디오 줄여서 토니라지!》가 온센에서 2020년 10월 25일부터 부정기로 방송되었다.

### 내용주
1. ↑  하타는 《하야테처럼!》 51권에서 '이 작가의 만화는 스타 시스템이 도입되었다'라고 쓰고 있지만, 정확하게는 공유 세계관라고 할 수 있다
2. ↑  실제로는 모습을 감추기 전에 자신의 정체에 대해서도 나사에게 말한 것이 제1부 최종화에서 밝혀진다.
3. ↑  워너 브라더스 재팬, 크런치롤, 쇼가쿠칸, 쇼가쿠칸 슈에이샤 프로덕션, KLOCKWORX

### 참조주
1. ↑  “畑健二郎の新連載「トニカクカワイイ」サンデーで開幕、久米田康治も乱入”. 《コミックナタリー》. ナターシャ. 2018년 2월 14일. 2023년 8월 10일에 확인함.
2. ↑  “畑　健二郎 Vol.443”. 《WEB 선데이》. 쇼가쿠칸. 2018년 4월 18일. 2023년 8월 10일에 확인함.
3. ↑  “『トニカクカワイイ』25巻 9月15日ごろ発売！ 畑健二郎先生のイラスト特典あります!!”. 《WEB 선데이》. 쇼가쿠칸. 2023년 9월 6일. 2023년 9월 24일에 원본 문서에서 보존된 문서. 2023년 9월 17일에 확인함.
4. ↑  “WEBサンデー｜まんが家BACKSTAGE｜畑　健二郎（Vol.434）　本作の基本コンセプトの記載あり。”. 2018년 11월 14일에 확인함.
5. ↑  “週刊少年サンデーTV【司の過去に迫る衝撃の新章、開幕！！】『トニカクカワイイ』PV　♪恋のうた feat  由崎司 Yunomi｜”. 2021년 4월 7일에 확인함.
6. 1 2 3 4 5 6 7 8 9 10 11 12  “アニメ「トニカクカワイイ」鬼頭明里＆榎木淳弥が新婚夫婦演じる、監督は博史池畠”. 《코믹 나탈리》 (나타샤). 2020년 5월 12일. 2020년 5월 12일에 확인함.
7. 1 2  “WEBサンデー｜まんが家BACKSTAGE｜畑　健二郎（Vol.438）　ナサの身長についての記載あり。”. 2018년 11월 14일에 확인함.
8. 1 2 3 4 5 6 7 8  “「トニカクカワイイ」要役は芹澤優・綾役は上坂すみれ・千歳役は小原好美”. 《코믹 나탈리》 (나타샤). 2020년 9월 7일. 2020년 9월 7일에 확인함.
9. 1 2 3 4 5 6 7 8 9 10  “アニメ「トニカクカワイイ」2期の本PV到着、初回放送日も明らかに”. 《코믹 나탈리》 (나타샤). 2023년 3월 13일. 2023년 3월 26일에 확인함.
10. 1 2 3 4 5 6 7 8 9 10  “「トニカクカワイイ」新作「女子高編」の放送・配信決定、キャストに佐倉綾音ら”. 《코믹 나탈리》 (나타샤). 2023년 6월 15일. 2023년 6월 15일에 확인함.
11. ↑  “トニカクカワイイ 1”. 小学館. 2020년 3월 18일에 확인함.
12. ↑  “トニカクカワイイ 2”. 小学館. 2020년 3월 18일에 확인함.
13. ↑  “トニカクカワイイ 3”. 小学館. 2020년 3월 18일에 확인함.
14. ↑  “トニカクカワイイ 4”. 小学館. 2020년 3월 18일에 확인함.
15. ↑  “トニカクカワイイ 5”. 小学館. 2020년 3월 18일에 확인함.
16. ↑  “トニカクカワイイ 6”. 小学館. 2020년 3월 18일에 확인함.
17. ↑  “トニカクカワイイ 7”. 小学館. 2020년 3월 18일에 확인함.
18. ↑  “トニカクカワイイ 8”. 小学館. 2020년 3월 18일에 확인함.
19. ↑  “トニカクカワイイ 9”. 小学館. 2020년 3월 18일에 확인함.
20. ↑  “トニカクカワイイ 10”. 小学館. 2020년 3월 18일에 확인함.
21. ↑  “トニカクカワイイ 11”. 小学館. 2020년 5월 18일에 확인함.
22. ↑  “トニカクカワイイ 12”. 小学館. 2020년 8월 18일에 확인함.
23. ↑  “トニカクカワイイ 13”. 小学館. 2020년 10월 16일에 확인함.
24. ↑  “トニカクカワイイ 14”. 小学館. 2020년 12월 18일에 확인함.
25. ↑  “トニカクカワイイ 15”. 小学館. 2020년 12월 18일에 확인함.
26. ↑  “トニカクカワイイ 16”. 小学館. 2021년 6월 17일에 확인함.
27. ↑  “トニカクカワイイ 17”. 小学館. 2021년 8월 18일에 확인함.
28. ↑  “トニカクカワイイ 18”. 小学館. 2021년 11월 18일에 확인함.
29. ↑  “トニカクカワイイ 19”. 小学館. 2022년 2월 18일에 확인함.
30. ↑  “トニカクカワイイ 20”. 小学館. 2022년 6월 17일에 확인함.
31. ↑  “トニカクカワイイ 21”. 小学館. 2022년 9월 15일에 확인함.
32. ↑  “トニカクカワイイ 22”. 小学館. 2022년 12월 16일에 확인함.
33. ↑  “トニカクカワイイ 23”. 小学館. 2023년 3월 16일에 확인함.
34. ↑  “トニカクカワイイ 24”. 小学館. 2023년 6월 16일에 확인함.
35. ↑  “トニカクカワイイ 25”. 小学館. 2023년 9월 15일에 확인함.
36. ↑  “トニカクカワイイ 26”. 小学館. 2023년 12월 18일에 확인함.
37. ↑  “トニカクカワイイ 27”. 小学館. 2024년 3월 18일에 확인함.
38. ↑  “トニカクカワイイ公式ファンブック 結婚金言集”. 小学館. 2020년 12월 18일에 확인함.
39. ↑  “畑健二郎の夫婦コメディ「トニカクカワイイ」TVアニメ化決定！放送は10月”. 《코믹 나탈리》 (나타샤). 2020년 3월 4일. 2020년 3월 4일에 확인함.
40. ↑  “ONAIR”. 《TV 애니 '어쨌든 귀여워' 공식 사이트》. 2020년 9월 20일에 확인함.
41. ↑  “Blu-ray”. 《TV 애니 '어쨌든 귀여워' 공식 사이트》. 2021년 8월 18일에 확인함.
42. ↑  “アニメ「トニカクカワイイ」第2期制作決定！！”. 《TV 애니 '어쨌든 귀여워' 공식 사이트》. 2021년 11월 6일. 2021년 11월 6일에 확인함.
43. ↑  “トニカクカワイイ：新作エピソード「制服」 “いい夫婦の日”11月22日配信”. 《만탄웹》 (MANTAN). 2022년 9월 11일. 2022년 9월 15일에 확인함.
44. ↑  “「トニカクカワイイ」第2期は2023年放送開始、ティザーPV＆新ビジュアル公開”. 《코믹 나탈리》 (나타샤). 2022년 11월 21일. 2022년 11월 21일에 확인함.
45. 1 2 3  “アニメ新作エピソード『トニカクカワイイ ～制服～』いい夫婦の日（11/22）に配信決定！ 由崎司（CV：鬼頭明里）が歌うMV「Tsukasa’s♪Kitchen」も公開”. 《アニメイトタイムズ》. アニメイト. 2022년 9월 11일. 2023년 8월 10일에 확인함.
46. 1 2  “TVアニメ『トニカクカワイイ』第2期が2023年4月より放送＆キービジュアルが公開！ OP＆EDテーマは、由崎司役の鬼頭明里さんが担当！”. 《アニメイトタイムズ》. アニメイト. 2023년 2월 15일. 2023년 8월 10일에 확인함.
47. ↑  “TVアニメ「トニカクカワイイ」司と星空のカワイイ＆尊い新婚ラジオ略してトニラジ！”. 《온센》. Tablier Communications. 2020년 10월 1일에 확인함.